# Hwang Woo-suk

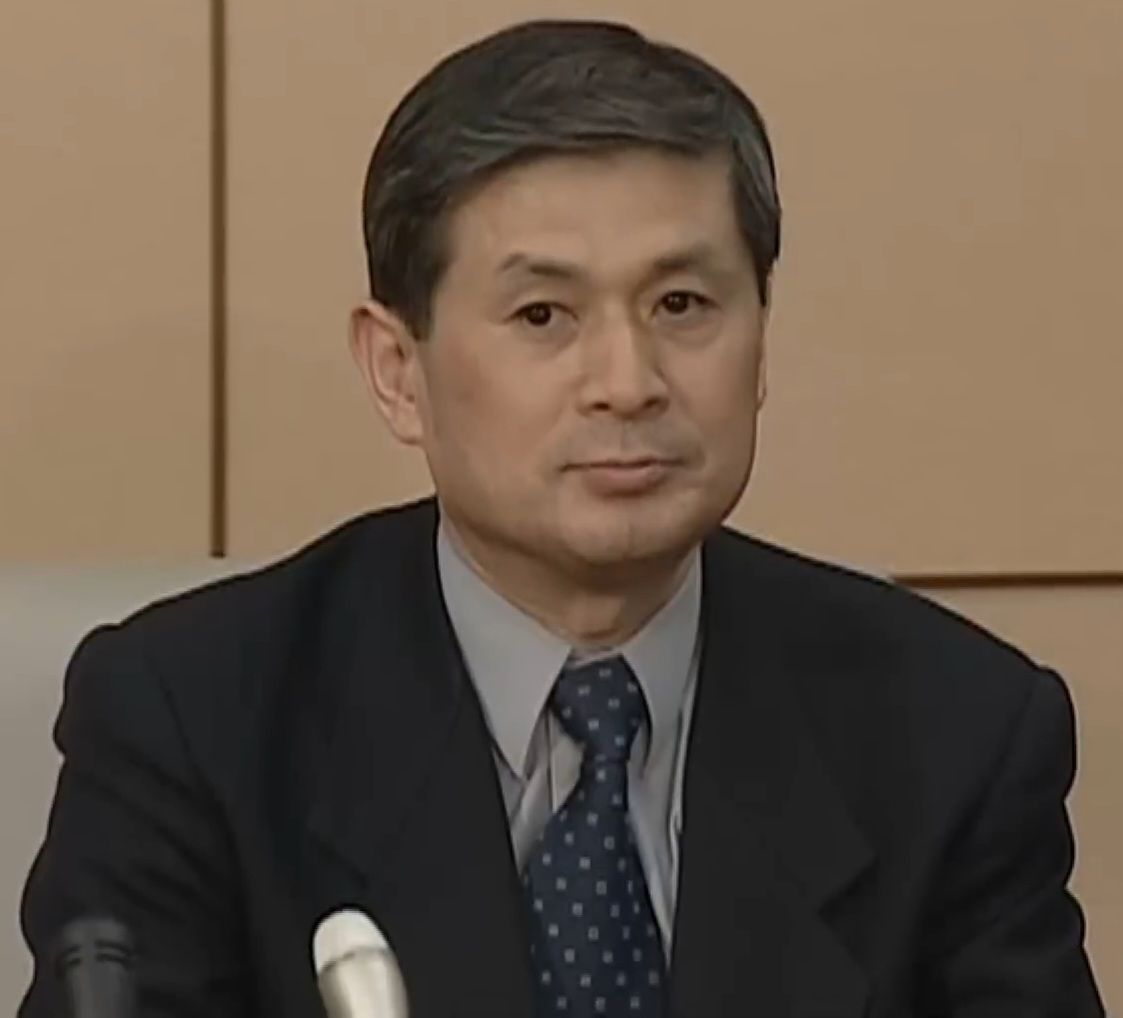
Hwang Woo-suk

Hwang Woo-suk (ur. 29 stycznia 1953) – południowokoreański lekarz weterynarii specjalizujący się w genetyce.
Hwang Woo-suk w roku 2004 na łamach czasopisma „Science”, ogłosił, że potrafi klonować ludzkie zarodki. Entuzjastyczne przyjęcie tych badań wzrosło, gdy w maju 2005 opublikował pracę, w której twierdził, że udało mu się uzyskać zarodkowe komórki macierzyste, w wyniku sklonowania materiału genetycznego somatycznych komórek uzyskanych od osób dorosłych. Umożliwiało uzyskanie komórek macierzystych idealnie dopasowanych do danej osoby, co byłoby wstępem do leczenia takich chorób jak białaczka, choroba Parkinsona, choroba Alzheimera. Oznaczało to również zakończenie problemów transplantacyjnych, gdyż komórki te miały idealnie takie samo DNA, jak organizm biorcy. W kwietniu 2005 podał również, że udało mu się sklonować psa – charta afgańskiego o imieniu Snuppy.
W listopadzie 2005 – amerykański współautor prac – Gerald Schatten, zerwał współpracę z Hwang Woo-suk, powołując się na nieetyczne pozyskiwanie materiałów do badań, które polegało na płaceniu dawczyniom komórek jajowych, wśród których były nawet jego współpracowniczki. Tłumaczył się wówczas ze swych nieetycznych praktyk zaślepieniem pracą i żądzą sukcesu, co zjednało mu przychylność rodaków i spowodowało, że stał się upamiętnianym na znaczkach pocztowych bohaterem narodowym. Wkrótce okazało się, że wszystkie wyniki badań osiągniętych przez naukowca są sfabrykowane i są wielkim oszustwem, do czego sam Hwang przyznał się w styczniu 2006. W marcu 2006 Uniwersytet w Seulu, na którym pracował, pozbawił go profesury.
Od maja 2006 roku, toczy się przeciwko niemu także sprawa karna o niewłaściwe wykorzystanie i sprzeniewierzenie 2,8 mld wonów (2,99 mln dol.) pochodzących z dotacji państwowych i z prywatnych darowizn, za co grozi w Korei Południowej do 10 lat pozbawienia wolności. Dodatkowo może zostać orzeczona kara za pogwałcenie przepisów bioetyki, co jest zagrożone karą 3 lat więzienia.